# Brooke Shields
Brooke Christa Shields (sinh ngày 31 tháng 5 năm 1965) là một diễn viên người Mỹ. Shields bắt đầu làm người mẫu nhí khi mới 11 tháng tuổi, và được nhiều người biết đến ở tuổi 12 nhờ vai diễn chính trong bộ phim Pretty Baby (1978), trong đó có những cảnh khỏa thân của bà được quay lúc mới 11 tuổi. Bà tiếp tục làm người mẫu một khoảng thời gian sau đó và đóng vai chính của một số bộ phim chính kịch vào thập niên 1980, bao gồm The Blue Lagoon (1980) và Endless Love (1981)
In 1983, Shields bỏ dở sự nghiệp người mẫu để theo học tại Đại học Princeton, và tốt nghiệp đại học này với bằng cử nhân ngành ngôn ngữ Rôman. Vào thập niên 1990, Shields quay trở lại với nghiệp diễn và đóng vai phụ trong một số phim. Ngoài ra, bà cũng đóng chính trong sitcom Suddenly Susan (1996–2000) và Lipstick Jungle (2008–2009) của đài NBC. Vai diễn trong Suddenly Susan đã giúp bà nhận được hai đề cử Quả cầu vàng.
Đến năm 2017, Shields quay trở lại với đài NBC với vai diễn định kỳ trong mùa thứ 19 của Law & Order: Special Victims Unit. Ngoài ra, bà cũng lồng tiếng cho nhân vật Beverly Goodman trong loạt phim hoạt hình Mr. Pickles (2014–2019) và phần spin-off Momma Named Me Sheriff.

## Thời thơ ấu
Shields sinh ra ở quận Manhattan của Thành phố New York vào ngày 31 tháng 5 năm 1965. Bà là con gái đầu lòng của nữ diễn viên và người mẫu Teri Shields (nhũ danh Schmon) và doanh nhân Francis Alexander Shields. Trong khi Teri là người gốc Anh, Đức, Scotland-Ireland, Canada gốc Pháp và Wales, thì Francis có tổ tiên là người Anh, Pháp, Đức, Ireland và Ý.
Theo nghiên cứu của William Addams Reitwiesner, Shields có tổ tiên là một số gai đình quý tộc Ý, đặc biệt là ở Genoa và Roma. Những gia tộc này bao gồm nhà Gattilusi-Palaiologos-Savoy, Grimaldi, Imperiali, Carafa, Doria, Doria-Pamphili-Landi, Chigi-Albani và Torlonia. Bà nội của bà là nữ quý tộc người Ý Marina Torlonia di Civitella-Cesi, con gái của một thân vương Ý và một socialite người Mỹ. Ông bác của bà là quý tộc người Ý Alessandro Torlonia, chồng của Infanta Beatriz của Tây Ban Nha. Trong một tập phim thuộc mùa một của loạt phim tài liệu Who Do You Think You Are?, Shields đã phát hiện ra rằng mình là hậu duệ của Vittorio Amadeo I của Savoia và người vợ Christine Marie của Pháp (con gái của Henri IV của Pháp với Maria de' Medici).
Khi Teri thông báo đã mang thai, gia đình Francis đã trả cho bà một khoản tiền để phá thai. Teri nhận khoản tiền, nhưng không phá thai và đã sinh ra Brooke. Francis kết hôn với Teri, nhưng họ đã ly hôn khi Brooke chỉ mới năm tháng tuổi. Vì vậy, bà có hai người anh em trai kế và ba cô em gái cùng cha khác mẹ. Khi Shields chỉ mới 5 ngày tuổi, mẹ bà đã công khai tuyên bố rằng mình muốn con gái theo đuổi sự nghiệp trong ngành giải trí. Lớn lên, Shields bắt đầu học chơi piano, múa ballet và cưỡi ngựa.
Shields được nuôi dạy với đức tin Công giáo La Mã. Khi theo học trung học phổ thông, bà sống ở Haworth, New Jersey. Shields chia sẻ rằng lần đầu tiên bà chạm mặt với paparazzi là ở phòng Grand Ballroom của khách sạn Waldorf Astoria New York vào năm 12 tuổi, đồng thời kể rằng bà đã "đã đứng im như tượng, thắc mắc tại sao họ lại được thuê để chụp ảnh mình".
Shields theo học Trường New Lincoln cho đến hết lớp 8 và tốt nghiệp Trường Dwight-Englewood ở Englewood, New Jersey vào năm 1983.

## Giải thưởng và đề cử
Giải Quả cầu vàng
| Năm  | Đối tượng đề cử | Hạng mục                                           | Kết quả |
| ---- | --------------- | -------------------------------------------------- | ------- |
| 1996 | Suddenly Susan  | Best Actress – Television Series Musical or Comedy | Đề cử   |
| 1997 | Suddenly Susan  | Best Actress – Television Series Musical or Comedy | Đề cử   |

Giải Mâm xôi vàng
| Năm  | Đối tượng đề cử | Hạng mục                    | Kết quả   |
| ---- | --------------- | --------------------------- | --------- |
| 1980 | The Blue Lagoon | Nữ diễn viên chính tồi nhất | Đoạt giải |
| 1981 | Endless Love    | Nữ diễn viên chính tồi nhất | Đề cử     |
| 1983 | Sahara          | Nam diễn viên phụ tồi nhất  | Đoạt giải |
| 1983 | Sahara          | Nữ diễn viên chính tồi nhất | Đề cử     |
| 1989 | Speed Zone      | Nữ diễn viên phụ tồi nhất   | Đoạt giải |

Giải Vệ Tinh
| Năm  | Đối tượng đề cử | Hạng mục                                           | Kết quả |
| ---- | --------------- | -------------------------------------------------- | ------- |
| 1997 | Suddenly Susan  | Best Actress – Television Series Musical or Comedy | Đề cử   |
| 1998 | Suddenly Susan  | Best Actress – Television Series Musical or Comedy | Đề cử   |